# Alabama Avenue
Alabama Avenue – stacja metra nowojorskiego, na linii J. Znajduje się w dzielnicy Brooklyn, w Nowym Jorku i zlokalizowana jest pomiędzy stacjami Van Siclen Avenue i Broadway Junction. Została otwarta 5 września 1885.